# Sebastiano Menzocchi
Sebastiano Menzocchi (Forlì, 1535 circa – Forlì, 1600 circa) è stato un pittore e storico italiano, di scuola forlivese, figlio di Francesco Menzocchi e fratello minore di Pier Paolo Menzocchi.

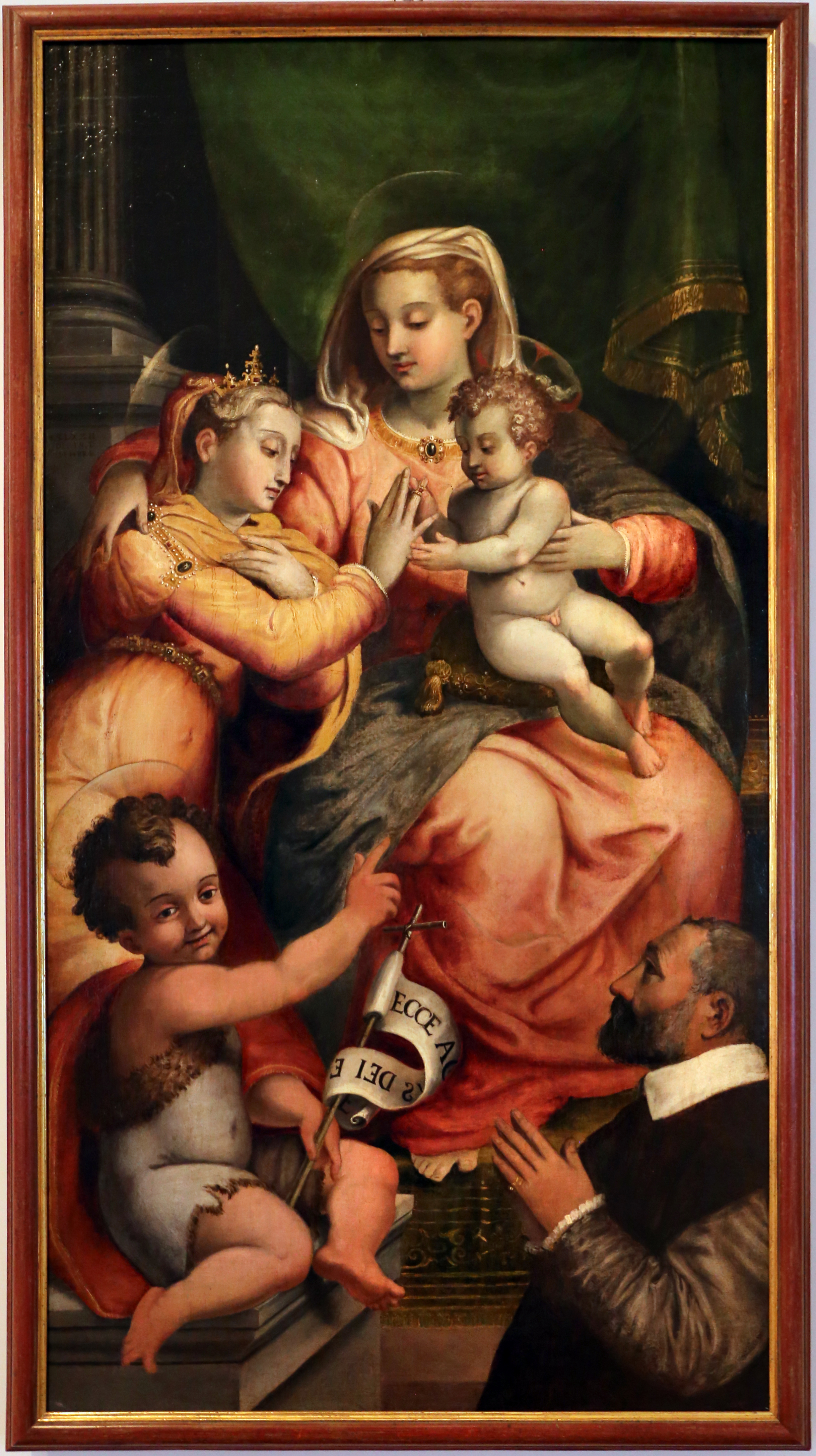
Sposalizio di santa Caterina alla presenza di san Giovannino di un donatore, 1572, Pinacoteca civica di Forlì

Sebastiano Menzocchi è figlio del pittore Francesco Menzocchi, all'epoca assai celebre, dal quale è stato avviato all'arte; come lui ed il proprio fratello maggiore Pier Paolo Menzocchi, appartiene alla scuola forlivese. Nei lavori di bottega è molto difficile procedere alle singole attribuzioni tra i tre autori.

## Opere pittoriche
- Sposalizio di Santa Caterina con San Giovannino e donatore (1572), olio su tela, cm 138 x 76, oggi alla Pinacoteca civica di Forlì
- Crocifisso con i Santi Francesco, Cristina e Maddalena (1580), al seminario vescovile di Forlì
- La Madonna con il Bambino e i Santi mercuriale e Valeriano, oggi alla Pinacoteca civica di Forlì.

## Opera storica
- Croniche et annali della città di Forlì, considerata un'importante fonte di storia soprattutto locale[1].